# Роско (город, Миннесота)
Роско (англ. Roscoe) — город в округе Стернс, штат Миннесота, США. На площади 1,7 км² (1,7 км² — суша, водоёмов нет), согласно переписи 2002 года, проживают 116 человек. Плотность населения составляет 69,8 чел./км².
- Телефонный код города — 320
- Почтовый индекс — 56371
- FIPS-код города — 27-55510[1]
- GNIS-идентификатор — 0650255[2]